# Liste der Baudenkmale in Falkensee
Die Liste der Baudenkmale in Falkensee enthält alle denkmalgeschützten Bauten und Kulturgüter der Ortsteile der brandenburgischen Stadt Falkensee. Grundlage ist die Veröffentlichung der Landesdenkmalliste mit dem Stand vom 31. Dezember 2023.

## Legende
In den Spalten befinden sich folgende Informationen:
- ID-Nr.: Die Nummer wird vom Brandenburgischen Landesamt für Denkmalpflege vergeben. Ein Link hinter der Nummer führt zum Eintrag über das Denkmal in der Denkmaldatenbank. In dieser Spalte kann sich zusätzlich das Wort Wikidata befinden, der entsprechende Link führt zu Angaben zu diesem Denkmal bei Wikidata.
- Lage: die Adresse des Denkmales und die geographischen Koordinaten. Link zu einem Kartenansichtstool, um Koordinaten zu setzen. In der Kartenansicht sind Denkmale ohne Koordinaten mit einem roten beziehungsweise orangen Marker dargestellt und können in der Karte gesetzt werden. Denkmale ohne Bild sind mit einem blauen bzw. roten Marker gekennzeichnet, Denkmale mit Bild mit einem grünen beziehungsweise orangen Marker.
- Bezeichnung: Bezeichnung in den offiziellen Listen des Brandenburgischen Landesamtes für Denkmalpflege. Ein Link hinter der Bezeichnung führt zum Wikipedia-Artikel über das Denkmal.
- Beschreibung: die Beschreibung des Denkmales
- Bild: ein Bild des Denkmales und gegebenenfalls einen Link zu weiteren Fotos des Baudenkmals im Medienarchiv Wikimedia Commons

## Alle Baudenkmale
Die Ortsteile der Stadt sind Falkenhagen, Seegefeld, Finkenkrug.
| ID-Nr.                           | Lage | Bezeichnung | Beschreibung | Bild |
| -------------------------------- | --- | --- | --- | --- |
| 09150404 Wikidata                | (Lage) | Dorfkirche Falkenhagen                                                                                               | Der Erstbau ist aus dem 14. Jahrhundert. Jetziger Bau wurde 1680 eingeweiht und zwischenzeitlich mehrfach erweitert und umgestaltet. | weitere Bilder |
| 09150405                         | Am Gutspark 5 (Lage) | Tierplastik „Pelikane“, auf dem Grundschulhof                                                                        | 1963 nach Vorlage des Bildhauers Hans Klakow gegossen. 2003 durch Vandalismus fast vollständig zerstört, bis Dezember 2006 restauriert und auf dem Schulhof neu aufgestellt. | Tierplastik „Pelikane“, auf dem Grundschulhof |
| 09150069                         | Am Gutspark 5 (Lage) | Wandgestaltung, in der Grundschule                                                                                   | Wandgestaltung im Eingangsbereich der heutigen Europaschule: Mosaik mit einem afrikanischen Motiv (Tiere, tanzende Kinder, Erwachsene) | Wandgestaltung, in der Grundschule |
| 09150077 Wikidata                | Bahnhofstraße 51 (Lage) | Dorfkirche Seegefeld                                                                                                 | 13./14. Jahrhundert; 1781 Erweiterungsbau | weitere Bilder |
| 09151027                         | Böcklinstraße, Feuerbachstraße, Friedrich-Hahn-Straße, Holbeinstraße, Im Waldwinkel, Karl-Marx-Straße, Kaulbachstraße, Leistikowstraße, Max-Klinger-Straße, Max-Liebermann-Straße, Ringstraße, Spitzwegstraße, Waldstraße (Lage) | Straßenanlage Kolonie Neufinkenkrug mit Pflasterung, Alleebäumen und Straßenbeschilderung                            | | [[Vorlage:Bilderwunsch/code!/C:52.563671,13.044775!/D:Böcklinstraße, Feuer  bach  straße, Fried  rich-Hahn-Straße, Holbein  straße, Im Wald  winkel, Karl-Marx-Straße, Kaul  bach  straße, Leisti  kow  straße, Max-Klinger-Straße, Max-Lieber  mann-Straße, Ring  straße, Spitzweg  straße, Waldstraße, Straßenanlage Kolonie Neufinkenkrug mit Pflasterung, Alleebäumen und Straßenbeschilderung '"`UNIQ--ref-00000004-QINU`"'!/\|BW]] |
| 09150058                         | Dorfanger (Lage) | Denkmal zum Gedenken an die Völkerschlacht bei Leipzig 1813                                                          | Auf dem Anger vor dem Rathaus befindlich. 1913 aufgestellt, sollte es an die Leipziger Völkerschlacht vor 100 Jahren erinnern. Baumaterialien Feldsteine. | Denkmal zum Gedenken an die Völkerschlacht bei Leipzig 1813 |
| 09150608                         | Enckestraße 1 (Lage) | Hirtenhaus | | BW |
| 09150054                         | Falkenhagener Straße (Lage) | Mahnmal für die Opfer des antifaschistischen Widerstandskampfes, auf dem östlichen Teil des Angers                   | | Mahnmal für die Opfer des antifaschistischen Widerstandskampfes, auf dem östlichen Teil des Angers |
| 09150060                         | Falkenhagener Straße 43 (Lage) | Wohnhaus (Nebengebäude des Rathauses)                                                                                | | weitere Bilder |
| 09150061                         | Falkenhagener Straße 45/47 (Lage) | Rathaus | Zweigeschossiger Putzbau mit Krüppelwalmdach und Turmaufsatz, 1922/29 in mehreren Bauetappen nach Plänen von P. Keberholz in neoklassizistischen Formen errichtet. Risalite mit Pilastern, Dreiecksgiebeln und betonten Portalrahmungen; Reliefplatten in der Zwischengeschosszone. | weitere Bilder |
| 09150528                         | Falkenhagener Straße 49 (Lage) | Wohnhaus (Nebengebäude des Rathauses)                                                                                | | weitere Bilder |
| 09150063                         | Falkenhagener Straße 77 (Lage) | Wohnhaus (heute Museum und Galerie)                                                                                  | Das Baudenkmal ist ein zweistöckiges Fachwerkhaus, das als Wohnhaus bis zum 19. Jahrhundert in der Altstadt von Berlin-Spandau stand. Der Zimmerermeister Bastian hatte es gekauft mit der Erlaubnis zur anschließenden Umsetzung auf sein Grundstück in Falkenhagen. Nach der Wende fiel der Komplex samt Grundstück an die Stadt Falkensee. Diese ließ es mit Fördermitteln des Landes Brandenburg total sanieren und nutzt das Haupt- und die vorhandenen Nebengebäude zur Präsentation der regionalgeschichtlichen Sammlungen (Ur- und Frühgeschichte, Tiere der Heimat, Stadtgeschichte, Geschichtspark). In diesem Zusammenhang erhielt die Einrichtung den neuen Namen Heimatmuseum und Galerie. | Wohnhaus (heute Museum und Galerie) |
| 09150066                         | Falkenhagener Straße 77 (Lage) | Backofen (umgesetzt von Freimuthstraße 38)                                                                           | Der zweihundertjährige Backofen befindet sich nun im Garten des Heimatmuseums. Einmal jährlich wird das Backofenfest hier organisiert. | Backofen (umgesetzt von Freimuthstraße 38) |
| 09150062                         | Feuerbachstraße 13 (Lage) | Gedenktafel für Gertrud Kolmar an einem Wohnhaus                                                                     | Steintafel für Gertrud Kolmar an der Straßenfront mit der Inschrift: „Hier lebte von 1923-1939 die bedeutende Dichterin Gertrud Kolmar - G. K. Chodziesner - geb. 10. 12.1894, ermordet im März 1943 im KZ Auschwitz“. | BW |
| 09150065                         | Freimuthstraße 30 (Lage) | Wohnhaus (Mittelflurhaus)                                                                                            | | BW |
| 09150056                         | Hamburger Straße (Lage) | Areal des Außenlagers vom Konzentrationslager Sachsenhausen mit baulichen Relikten und künstlerischer Gestaltung     | Das Außenlager des Konzentrationslager Sachsenhausen bestand zwischen 1943 und 1945 und umfasste neun Steinbaracken, in denen bis zu 2500 Häftlinge untergebracht waren. Sie mussten im Demag Panzerwerk in der gleichen Straße oder im Reichsbahn-RAW Grunewald arbeiten. Eine Diplomarbeit am Institut für Landschafts- und Freiraumplanung der Technische Universität Berlin lieferte ein Gestaltungskonzept für das seit 1995 unter Denkmalschutz stehende Areal des ehemaligen KZ an der Großen Lake. Auf dieser Basis wurden im Jahr 1993 durch zwölf ABM-Kräfte mit Mitteln der Stadt Falkensee bauliche Reste gesichert, der Park für eine extensive Nutzung hergerichtet und Kunstwerke aufgestellt. Anlässlich des 50. Jahrestages der Befreiung wurde im April 1995 die Gedenkstätte eingeweiht und erhielt die Bezeichnung Geschichtspark. Zur Verdeutlichung des Inhalts erhielt dieser Park im Jahr 2006 den Zusatznamen Gedenkstätte KZ-Außenlager. Im Park sind drei Köpfe aus Kunststein aufgestellt, die das bekannte Prinzip Nichts hören, nichts sehen, nichts sagen symbolisieren. Im Zugangsbereich einer Baracke veranschaulichen drei abgemagerte halbnackte Figuren das unmenschliche Leben der Häftlinge. | weitere Bilder |
| 09150795 Teilobjekt zu: 09150056 | Hamburger Straße () | Bunker | Der Bunker befindet sich am südlichen Eingang. | ein Bild hochladen |
| 09150796 Teilobjekt zu: 09150056 | Hamburger Straße () | Appelplatz | | ein Bild hochladen |
| 09150797 Teilobjekt zu: 09150056 | Hamburger Straße () | Fundament | | ein Bild hochladen |
| 09150798 Teilobjekt zu: 09150056 | Hamburger Straße () | Häftlingsbaracke | | ein Bild hochladen |
| 09150799 Teilobjekt zu: 09150056 | Hamburger Straße () | Trafostation & Pumpstation                                                                                           | | ein Bild hochladen |
| 09150697 Teilobjekt zu: 09150056 | Hamburger Straße () | Denkmal | | Denkmal |
| 09151047 Teilobjekt zu: 09150056 | Hamburger Straße () | Skulptur | | ein Bild hochladen |
| 09150070                         | Hansastraße 64 (Lage) | Wohnhaus | | BW |
| 09150071 Wikidata                | Hertzstraße 19-25 (ungerade) (Lage) | Diesterwegschule mit Turnhalle                                                                                       | Die Schule wurde 1909 fertiggestellt. | weitere Bilder |
| 09150800 Teilobjekt zu: 09150071 | Hertzstraße 19-25 (ungerade) () | Turnhalle | | ein Bild hochladen |
| 09151037                         | Holbeinstraße 38 () | Wohnhaus mit Einfriedung                                                                                             | Das Haus mit Satteldach steht giebelständig zur Straße. | ein Bild hochladen |
| 09150072                         | Kantstraße 72 (Lage) | Sommerhaus | Das knapp zweistöckige Gebäude steht im hinteren Teil eines geräumigen Gartens. Dieser ist mit einem Metallzaun und Strohmatten gegen unerwünschte Blicke abgeschottet. In der Nachbarschaft befindet sich das Falkenseer Kreativ-zentrum. | Sommerhaus |
| 09150075                         | Karl-Marx-Straße 54, Ringstraße 2 (Lage) | Wohnhaus | | BW |
| 09150614                         | Leipziger Straße (Lage) | Hochbunker („Winkel-Bunker“)                                                                                         | | Hochbunker („Winkel-Bunker“) |
| 09150074                         | Max-Liebermann-Straße 50/52 (Lage) | Landhaus | | BW |
| 09150453 Wikidata                | Pfarrer-Voigt-Platz 1 (Lage) | Kirche Neufinkenkrug                                                                                                 | Die evangelische Kirche Neufinkenkrug wurde 1926 eingeweiht. Im Inneren befindet sich ein hölzernes Tonnengewölbe; die Ausstattung stammt überwiegend aus der Bauzeit. Die Kirche steht im Zentrum eines Kreisverkehrsplatzes. Sie wurde bis 2006 für mehr als 100.000 Euro innen umfassend renoviert. Ein Anteil von mehr als 39.000 € kam durch Spenden über den Kirchbauförderverein zusammen. | weitere Bilder |
| 09150468                         | Poetenweg 88 (Lage) | Landhaus Waltraud („Hexenhaus“)                                                                                      | Das inzwischen als Hexenhaus bekannte ehemalige Sommerhaus (Landhaus Waltraut) wurde auf einem Teil des Parkgrundstücks Landhaus Rosengarten für den Berliner Textilkaufmann Steinmetz 1904 vom Architekten Ludwig Voigt aus halben Eichenstämmen gebaut, zusammen mit weiteren kleinen Holzgebäuden: das Storchenhaus im mittleren Bereich sowie das Birkenhaus zur Ecke Storchen- und Bachstelzenstraße. Trotz der späteren weiteren Aufteilung der östlichen Hälfte des Geländes blieben alle Häuschen erhalten, das einzige jedoch weitestgehend original erhaltene war das Eichenhaus. Auf einem massiven und mit Naturstein felsartig verkleideten Souterraingeschoss sind zwei Obergeschosse in Holzbauweise ausgeführt, die sichtbaren Halbstämme der Konstruktion sowie Teile der Wandflächen mit Eichenrinde bekleidet. Die Fenster sind in teils farbigem Bleiglas mit vorgelagerten Blumenkörben und die Eingangstür mit geschmiedeten Käfer- und Eichhörnchenmotiven gestaltet. Eine Terrasse mit einem rustikalen Astgeländer und Türmchen, das steile gegliederte Dach mit Eckturm in Schiefer und der hohe Dachreiter bestimmen das Äußere. Das Innere wurde von Voigt im Jugendstil ausgeführt, wovon besonders die mit Holzpaneel versehene Haupthalle mit Seidentapeten in den oberen Wandflächen, die in die Treppenkonstruktion integrierte Sitzbank, die Kassettendecke, Alfalfa-umflochtene Spiegel sowie die ornamentalen Türen künden. Das Interieur erinnert an die Architektur von Macintosh aus Glasgow. Nach Anbau eines zweiten Zimmers im gleichen Stil wurde das Haus 1906 verkauft, hatte in der Folge wechselnde Besitzer, wodurch originale Substanz verlorenging und ein erheblicher Instandhaltungsstau entstand. Bemühungen Falkenseer Bürgerinitiativen zur Rettung des Gebäudes, eine Nutzung als Filmkulisse (Männerpension mit Til Schweiger, Heike Makatsch u. a.) steigerten zwar den Bekanntheitsgrad, konnten jedoch mangels vorhandener Mittel den Verfall nicht aufhalten. Im Jahre 2006 wurde das Haus zwangsversteigert. Der Koch Edmund Becker erwarb das Gebäude, weil er darin wieder ein Restaurant eröffnen wollte. Zusammen mit dem Architekten Werner Jockeit beauftragte er polnische Restauratoren mit der Sanierung, deren spektakulärste Aktion das Anheben des ganzen Hauses war, um es durch Einziehen einer Bleifolie vor dem Grundwasser besser zu schützen. Das Lokal konnte bereits 2007 wieder eröffnet werden. | Landhaus Waltraud („Hexenhaus“) |
| 09150068                         | Rathenaustraße 35 (Lage) | Gedenktafel mit Bronzerelief für Friedrich Engels, an der Realschule „Friedrich Engels“                              | | BW |
| 09150473                         | Rudolf-Breitscheid-Straße 38/40 (Lage) | Wohnhaus | Die Villa wurde 1905 für das Ehepaar Drossmann errichtet. Von 1906 bis nach dem Ende des Ersten Weltkriegs diente es als Restaurant und trug den Namen Bellevue. Anschließend, ab 1924, diente es bis 1989 als Mehrfamilienhaus und befand sich im kommunalen Besitz. Nach der deutschen Wiedervereinigung stand es bis Ende des 20. Jahrhunderts leer, dann wurde die Immobilie privatisiert. Die neuen Eigentümer ließen das Gebäude unter Denkmalschutzauflagen rekonstruieren und es dient seit 2003 wieder als Wohnhaus. | Wohnhaus |
| 09150076                         | Ruppiner Straße 15 (Lage) | Wandgestaltung im Speiseraum des Arbeiter-Samariter-Bundes                                                           | Keramikrelief von Anni und Peter Dietrich, 1980 im Speiseraum der ehemaligen Oberschule. Motiv: Wie Kinder einen Wald sehen | Wandgestaltung im Speiseraum des Arbeiter-Samariter-Bundes |
| 09150067                         | Ruppiner Straße 19 (Lage) | Gedenkstätte für 82 zwischen 1943 und 1945 hier beerdigte Häftlinge, auf dem Schulgelände (ehem. Teil des Friedhofs) | | BW |
| 09151036                         | Waldstraße 14 () | Wohnhaus | | ein Bild hochladen |

## Ehemalige Baudenkmale
| ID-Nr. | Lage                           | Bezeichnung                                                    | Beschreibung | Bild               |
| ------ | ------------------------------ | -------------------------------------------------------------- | ------------ | ------------------ |
|        | Am Gutspark 1, 3 (Lage)        | Ehemalige Stadthalle, bestehend aus Sporthalle und Sozialanbau |              | BW                 |
|        | Am Gutspark 1, 3 ()            | Sporthalle                                                     |              | ein Bild hochladen |
|        | Am Gutspark 1, 3 ()            | Sozialgebäude                                                  |              | ein Bild hochladen |
|        | Falkenhagener Straße 29 (Lage) | Stallgebäude                                                   |              | BW                 |